# 1-я отдельная тяжёлая механизированная бригада
1-я отдельная тяжёлая механизированная Северская бригада (укр. 1-ша окрема важка механізована Сіверська бригада, сокр. 1 ОТМБр, в/ч А1815, пп В1688) — тактическое соединение Сухопутных войск Украины. До июля 2025 — 1-я отдельная танковая Северская бригада (укр. 1-ша окрема танкова Сіверська бригада).

## История
В 1997 году в посёлке Гончаровское на базе 292-го гвардейского танкового полка 72-й гвардейской механизированной дивизии была создана 1-я отдельная танковая бригада.

### Война на востоке Украины
С марта 2014 участвовала в вооружённом конфликте в Донбассе. Бригада была размещена в районе Глухова, Прилуки, позже — под Ярмолинцы, возле границы с Россией.
12 февраля 2015, во время боёв за Дебальцево, рота 1-й танковой бригады капитана Александра Мороза была направлена в район Логвинова. В ней из пяти танков Т-64БМ «Булат» на задание вышли три. Танки вышли из села Луганского и прикрывали левый фланг сил 30-й бригады, шли на Логвиново. Согласно официальной украинской информации, танкисты в 20-минутном бою ликвидировали не менее трёх вражеских танков Т-72.
По состоянию на 10 января 2021 года бригада в ходе АТО потеряла погибшими 59 человек.

### Вторжение России на Украину
С конца 2023 года бригада принимает участие в обороне Авдеевки.
В июле 2025 года преобразована в тяжёлую механизированную.

## Структура

### 2024 год
Организационно, отдельная танковая бригада на 2024 год состояла из танковых батальонов, механизированного батальона, бригадной артиллерийской группы, зенитно-ракетного дивизиона, реактивного дивизиона, подразделений обеспечения:
- Управление, штаб
- 1-й танковый батальон
- 2-й танковый батальон
- 3-й танковый батальон
- 1-й стрелковый батальон
- Механизированный батальон
- Бригадная артиллерийская группа
  - батарея управления и артиллерийской разведки
  - самоходный артиллерийский дивизион
  - самоходный артиллерийский дивизион
  - реактивный артиллерийский дивизион
- Зенитный ракетно-артиллерийский дивизион
- Батальон беспилотных авиационных комплексов
- Разведывательная рота
- Полевой узел связи
- Группа инженерного обеспечения
- Группа материального обеспечения
- Ремонтно-восстановительный батальон
- Медицинская рота
- Рота РХБЗ
- Комендантский взвод
- Взвод снайперов
- Пожарный взвод

## Вооружение и военная техника

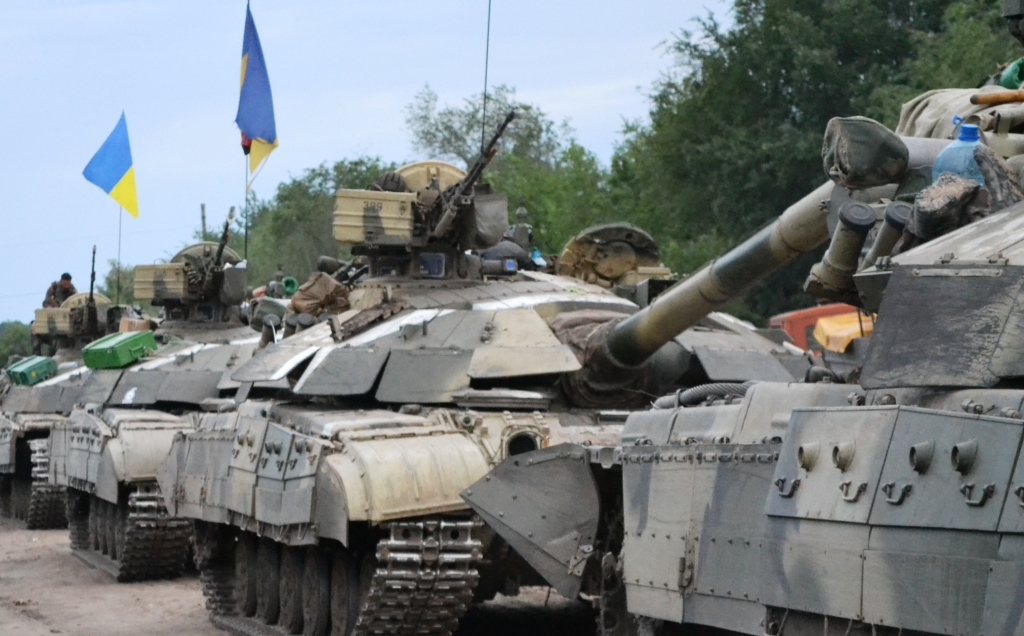
Танки Т-64БМ «Булат» в ходе АТО. 2014 год.
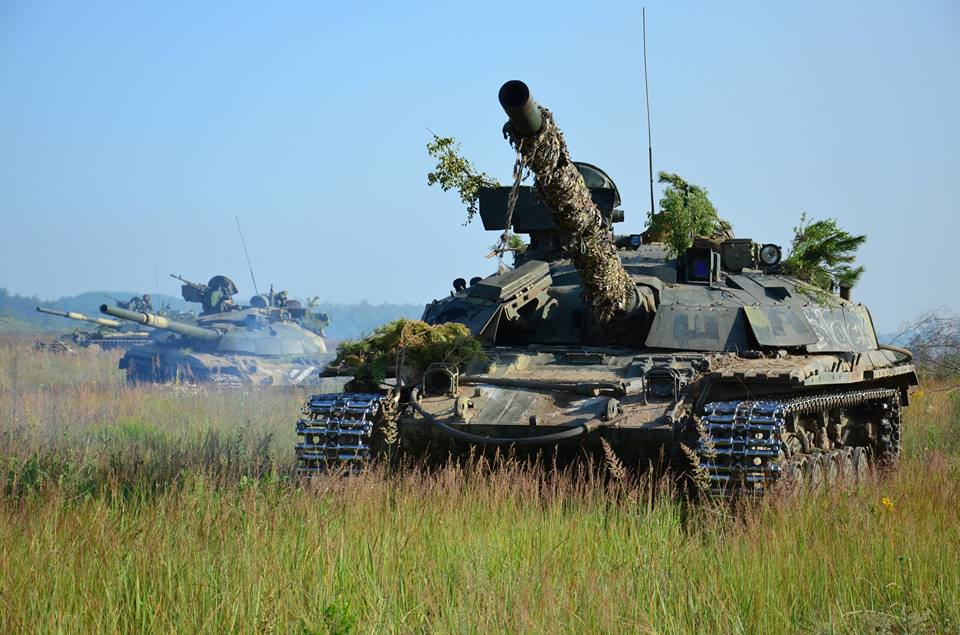
Т-64БМ «Булат» 1-й отбр во время учений, 1 июля 2016.

## История наименования
18 ноября 2015, в рамках общевойсковой реформы, указом президента Украины Петра Порошенко было утверждено название воинской части — 1 отдельная гвардейская танковая бригада вместо прежнего названия — 1 отдельная гвардейская танковая Новгородская орденов Красного Знамени, Кутузова, Богдана Хмельницкого, Александра Невского и Красной Звезды бригада.
22 августа 2016, в рамках общевойсковой реформы, очередным указом президент исключил из употребления гвардейское звание.
23 августа 2017, с целью восстановления исторических традиций национального войска относительно названий военных частей, ввиду образцового выполнения поставленных задач, высокие показатели в боевой подготовке и по случаю 26-й годовщины независимости Украины, бригаде было присвоено почётное наименование «Северская». 24 августа 2017, на параде ко Дню независимости Украины, бригада получила боевое знамя.

## Эмблемы

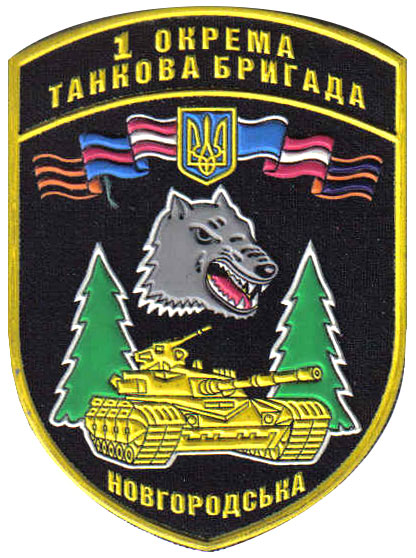
Не раньше 2009 года
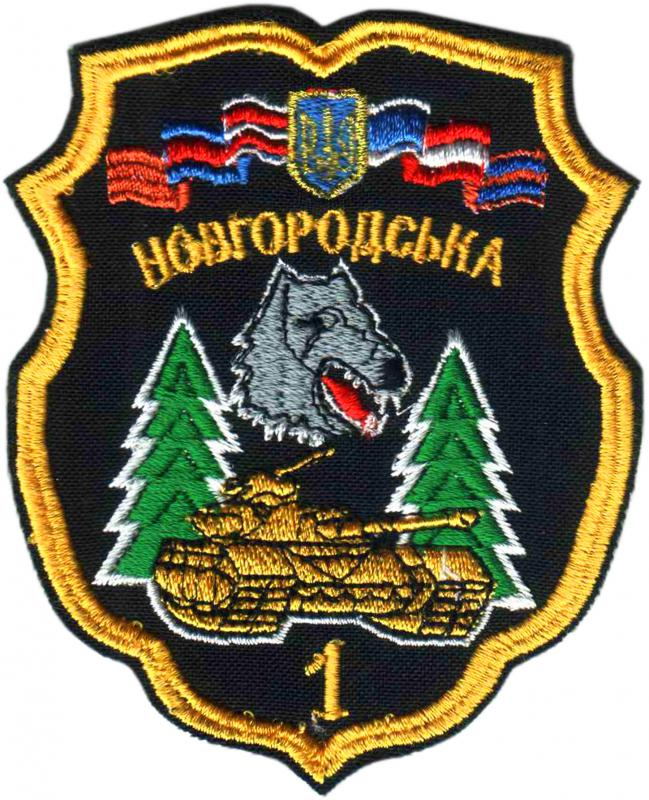
С 2009 года
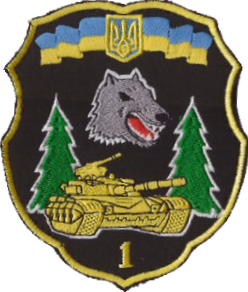
С 2016 года
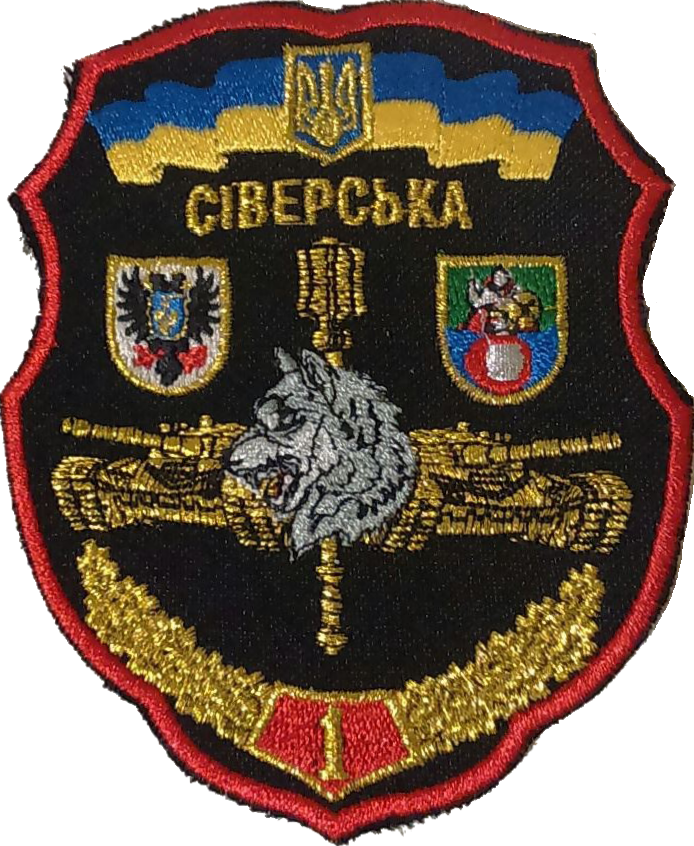
С 2017 года
С 2019 года

## Руководство
- полковник Замана, Владимир Михайлович (1 сентября 1997 — 3 июля 1999)
- полковник Михеевский, Сергей Андреевич (3 июля 1999 — 10 февраля 2003)
- полковник Танцюра, Игорь Иванович (10 февраля 2003 — 30 августа 2005)
- полковник Шпак, Игорь Владимирович (30 августа 2007 — 28 августа 2009)
- полковник Грицков, Андрей Николаевич (16 декабря 2008 — 30 апреля 2015)[10][11]
- полковник Зобнин, Алексей Викторович (30 апреля 2015 — 3 мая 2016)
- полковник Маленко, Сергей Андреевич (3 мая 2016 — 31 августа 2017[12]; с 2014 года в.о. комбрига, утверждён в 2016 году)
- полковник Биличенко, Олег Васильевич (21 ноября 2017 — 4 января 2019)[13]
- подполковник Межаков, Юрий Владимирович (4 января 2019 — 28 мая 2020)[14]
- полковник Леонид Хода (с 19 сентября 2020)[15]